# Recykling Idei
Recykling Idei – pismo społecznie zaangażowane – polskie czasopismo ukazujące się w latach 2002 – 2013 zajmujące się krytyką społeczną, związane z lewicą wolnościową i ruchem alterglobalistycznym.
Według redakcji pismo oraz serwis internetowy Recykling Idei powstały, aby zapewnić forum dla szeroko rozumianej krytyki społecznej. Celem pisma jest poszukiwanie alternatyw dla obecnej rzeczywistości, a także sposobów działania na rzecz wolności, sprawiedliwości, praw człowieka, różnorodności oraz świata wolnego od dyskryminacji, dominacji, wyzysku i degradacji przyrody. W serwisie internetowym pisma prezentowane są zarówno publicystyczne komentarze społeczno-polityczne, jak i artykuły o charakterze teoretycznym (głównie z zakresu filozofii, socjologii, politologii, ekonomii, antropologii kulturowej i pedagogiki), a także teksty literackie.
Recykling Idei nie skupia się na jednej wybranej kategorii, która miałaby być pełnić centralną rolę dla zmiany społecznej – założeniem pisma jest ukazywanie możliwie wielu pól konfliktu oraz śledzenie związków i punktów przecięcia różnych dążeń emancypacyjnych. Pismo dąży do ukazywania istniejącej w obrębie współczesnych ruchów społecznych wielości stanowisk. Redakcja pisma deklaruje, że nie będzie jednak publikować żadnych materiałów propagujących dyskryminację lub rozwiązania totalitarne – wykluczające różnorodność i możliwość wyboru. Założeniem Recyklingu Idei jest również pokazywanie sposobów praktycznego włączenia się w działania związane z poruszanymi sprawami. Osoby tworzące redakcję oraz grono współpracowników i współpracowniczek redakcji zaangażowane są w lokalne i międzynarodowe inicjatywy antywojenne i antyrasistowskie, feministyczne, ekologiczne, na rzecz praw pracowniczych i socjalnych, edukacji społecznej, samorządności itd.
Jesienią 2004 roku, na łamach pisma Recykling Idei opublikowano prawdopodobnie pierwszą w Polsce dyskusję na temat ruchu alterglobalistycznego z udziałem jego polskich uczestników i uczestniczek, m.in. ze Stowarzyszenia ATTAC, Federacji Anarchistycznej, grupy Społeczeństwo Aktywne i partii Nowa Lewica. Pretekstem do dyskusji był pierwszy masowy protest alterglobalistów w Polsce, który odbył się 29 kwietnia 2004 w Warszawie, podczas Europejskiego Szczytu Gospodarczego. Aktywiści i aktywistki zastanawiali się nad ideową i organizacyjną istotą ruchu, a także nad jego usytuowaniem w szerszym kontekście politycznym.
Na łamach pisma i portalu Recykling Idei publikowano teksty m.in. takich autorów i autorek, jak Giorgio Agamben, Laure Akai, Pierre Bourdieu, Noam Chomsky, Harry Cleaver, Katarzyna Gawlicz, Thomas Lemke, Chantal Mouffe, Jacek Podsiadło, Arundhati Roy, Marcin Starnawski, Katarzyna Szumlewicz, Ludwik Tomiałojć, Marta Trawinska, Mariusz Turowski, Przemysław Wielgosz, a także wywiady z naukowcami i artystami (m.in. Zygmuntem Baumanem, Adamem Chmielewskim, Selmą James, Naomi Klein, Wilhelmem Sasnalem, Immanuelem Wallersteinem) oraz działaczami i działaczkami międzynarodowych ruchów społecznych (m.in. Food Not Bombs, Global Women’s Strike, Marhaba Europe).
Redakcja Recyklingu Idei wraz z grupą Społeczeństwo Aktywne współtworzy również audycję Altergodzina, nadawaną na falach Akademickiego Radia LUZ. W audycji mówi się o tym, jak ludzie na całym świecie organizują się, by walczyć o swoje prawa, szczególny nacisk kładąc na informacje o działaniach podejmowanych w środowisku lokalnym – wśród wrocławskich aktywistek i aktywistów, organizacji społecznych, studentek i studentów. Oprócz rozmów z zaproszonymi gośćmi czy felietonów w każdej audycji jest sporo muzyki zaangażowanej. Stałe części programu to Alter-Serwis, czyli alternatywny przegląd wydarzeń społeczno-politycznych z ostatniego tygodnia, oraz Alter-Zapowiedzi.
Obecnie audycji „Altegodzina” można słuchać w każdą środę o godzinie 22:00 na falach 91,6 FM (we Wrocławiu) lub w Internecie na stronie http://www.radioluz.pwr.wroc.pl/luz.pls

## Skład Redakcji
Marcin Fronia, Katarzyna Gawlicz, Michalina Golinczak, Mateusz Janik, Aneta Jerska, Paweł Mikołaj Krzaczkowski, Jakub Maciejczyk i Marcin Starnawski.